# Landesregierung Edtstadler
Die Landesregierung Edtstadler bildet die Salzburger Landesregierung in der 17. Gesetzgebungsperiode seit dem 2. Juli 2025, diese folgte der Landesregierung Haslauer jun. III nach.

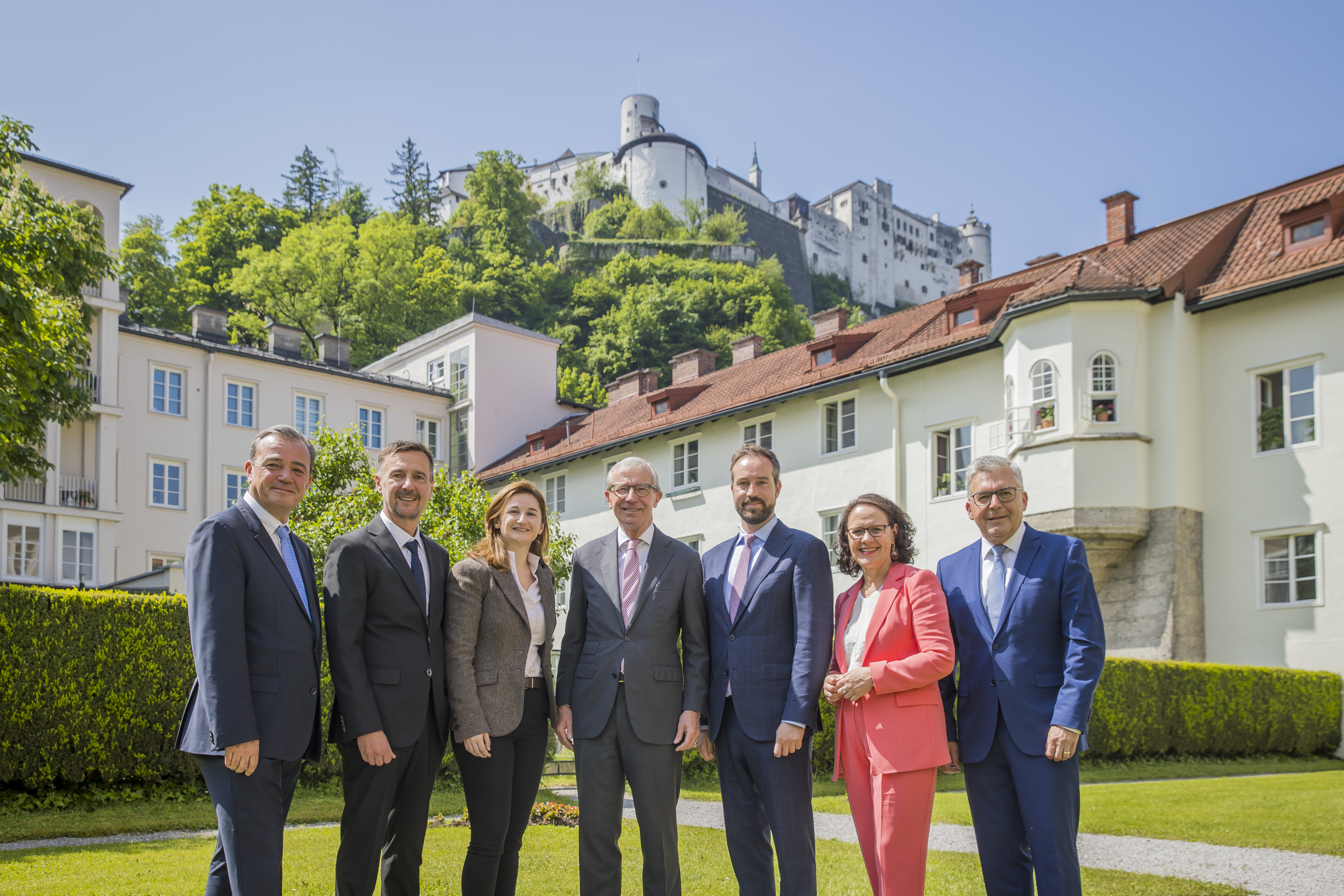
Die Salzburger ÖVP-FPÖ-Landesregierung (2023)

- ÖVP: 4
- FPÖ: 3

## Geschichte
Am 9. Jänner 2025 gab Landeshauptmann Wilfried Haslauer junior bekannt, sein Wunsch sei, dass Karoline Edtstadler ihm im Februar 2025 als geschäftsführende Parteiobfrau der ÖVP Salzburg, im Juni 2025 als Parteivorsitzende und im Juli 2025 als Landeshauptfrau nachfolge. Am Landeskongress der ÖVP Salzburg am 28. Juni 2025 wurde Edtstadler mit 97,5 Prozent der Stimmen zur ÖVP-Landesparteiobfrau gewählt. Am 2. Juli 2025 wurde sie vom Salzburger Landtag mit den Stimmen der Abgeordneten von ÖVP, FPÖ und SPÖ zur Landeshauptfrau von Salzburg gewählt, sie erhielt 29 der 36 Stimmen.
Am 8. Juli 2025 wurde Edtstadler von Bundespräsident Alexander Van der Bellen als zweite Salzburger Landeshauptfrau nach Gabi Burgstaller angelobt.
Im August 2025 wurde der Rückzug von Christian Pewny aus der Politik aus gesundheitlichen Gründen bekanntgegeben, der Wechsel soll am 1. Oktober 2025 erfolgen. Ab Mai 2025 nahm Pewny eine Auszeit als Landesrat, seine Agenden übernahmen vorübergehend Martin Zauner und Marlene Svazek.

## Regierungsmitglieder
| Amt                                 | Bild | Name                | Partei | Partei | Zuständigkeitsbereiche |
| ----------------------------------- | ---- | ------------------- | ------ | ------ | --- |
| Landeshauptfrau                     |      | Karoline Edtstadler |        | ÖVP    | Katastrophenschutz, Europa, Gemeinden, Wirtschaft, Volkskultur, Beteiligungen, Innerer Dienst                                                                                               |
| 1. Landeshauptfrau-Stellvertreterin |      | Marlene Svazek      |        | FPÖ    | Natur- und Umweltschutz, Gewerbe, Elementarbildung und Kinderbetreuung, Jugend, Familie, Integration und Generationen, Jagd und Fischerei, Lehrlingsförderung, Arbeitsmarkt, Feuerwehrwesen |
| 2. Landeshauptfrau-Stellvertreter   |      | Stefan Schnöll      |        | ÖVP    | Tourismus, Landesbaudirektion, Verkehr, Kunst und Kultur, Museen, Europäischer Ausschuss der Regionen, Hydrographischer Dienst, Geodateninfrastruktur                                       |
| Landesrat                           |      | Josef Schwaiger     |        | ÖVP    | Finanzen, Personal, Wasser, Landwirtschaft, Energie, Nationalpark, Asylquartier |
| Landesrätin                         |      | Daniela Gutschi     |        | ÖVP    | Gesundheit und Krankenanstalten, Bildung, Frauen, Naturpark Antheringer Au, Wissenschaft und Forschung                                                                                      |
| Landesrat                           |      | Christian Pewny     |        | FPÖ    | Soziales, Lebensmittelaufsicht und Verbraucherschutz, Regionalentwicklung und EU-Regionalpolitik                                                                                            |
| Landesrat                           |      | Martin Zauner       |        | FPÖ    | Raumordnung, Wohnen, Grundverkehr, Sport |